# Epidesma grisescens
Epidesma grisescens är en fjärilsart som beskrevs av George Francis Hampson 1914. Epidesma grisescens ingår i släktet Epidesma och familjen björnspinnare. Inga underarter finns listade i Catalogue of Life.